# Tiscali (vesnice)
Vesnice Tiscali (také Monte Tiscali nebo Tiskali) je archeologická lokalita na Sardinii v obci Dorgali (90 % lokality) a Oliena (10 % lokality) v nadmořské výšce 518 m.

## Popis
Tiscali je prehistorické sídliště nuragské kultury v parku Gennargentu v provincii Nuoro (NU) na Sardinii.
Sídliště pochází ze závěrečné fáze kultury z 5. až 3. století př. n. l. a nachází se v údolí Valle di Lanaittu (Údolí Lanaittu) v pustině východně od Olieny nedaleko Dorgali mezi vysokými krasovými horami v závrtu Sa Curtigia de Tiscali (Zelená země ve skalnaté pustině).
Asi 40 zděných zbytků chatrčí, některé obdélníkové, mnohé kulaté, tvořilo vesnici, která se krčila na skalní stěně. Není jasné, zda se jednalo o útočiště, horskou svatyni, stálou osadu nebo něco úplně jiného. Podle zbytků chatrčí lze předpokládat, že zde alespoň dočasně žilo až 200 lidí. Zásobování vodou je nejasné, protože pramen je vzdálen asi sedm kilometrů. Místo bylo pravděpodobně důležité až do raného středověku, jak naznačují nálezy z tohoto období.
Lokalita byla znovuobjevena před více než sto lety a poprvé ji zdokumentoval italský historik Ettore Pais v roce 1910 a poté podrobněji Antonio Taramelli v roce 1927. V roce 2000 zde proběhla krátká vykopávková kampaň, kterou provedla Soprintendenza per i Beni Archeologici per le Provincie di Sassari e Nuoro.

## V okolí
- je osada Sa Sedda 'e Sos Carros nuragské kultury.
- před jeskyněmi Su Bentu (Vítr) a da Ocha udržuje družstvo stanice pro prohlídky jeskyní s průvodcem.
- se nachází krasový pramen Su Gologone (s 300-400 l/s největší pramen na Sardinii).
- leží Su Suercone a se svým průměrem 500 m a hloubkou 200 m je největším závrtem na Sardinii.
- Goroppu (také Gola Gorropu) je nejhlubší kaňon v Evropě, hluboký 400 m.

## Různé
Telekomunikační společnost Tiscali převzala od této lokality své jméno.